# Eva Tichauer
Eva Tichauer, née le 26 janvier 1918 à Berlin et morte le 15 décembre 2018 à Argenteuil (Val-d'Oise), est une réfugiée politique juive allemande, devenue française, puis dénaturalisée par le régime pétainiste, étudiante en médecine à Paris, arrêtée avec sa mère dans la rafle du Vélodrome d'Hiver, du 16-17 juillet 1942.
Internée à Drancy, elle est déportée à Auschwitz-Birkenau, fait partie de la marche de la mort et survit à la Shoah. Elle reprend et finit ses études médicales. Elle finit sa carrière comme inspecteur en chef honoraire de la Santé. Elle est l'auteur de deux ouvrages autobiographiques relatant son expérience de la déportation.

## Biographie
Eva Tichauer est née le 26 janvier 1918 à Berlin,. Elle est la fille de Théodore Tichauer né le 18 février 1891 à Berlinet d'Erna Tichauer née Elert, née le 25 septembre 1892 à Berlin.
Théodore Tichauer est avocat et notaire. En juillet 1933, la famille Tichauer fuit le régime nazi pour se réfugier en France. Le père est socialiste. Leur adresse à Paris est 103 bis rue Nollet dans le 17e arrondissement de Paris. Ils sont naturalisés en 1937. Avec la prise de pouvoir par Pétain, ils sont privés de leur nationalité française.

### Déportation
Théodore Tichauer est arrêté en décembre 1941. Il est déporté par le convoi n° 1 du 27 mars 1942 du camp de Drancy/Compiègne vers Auschwitz.
Eva Tichauer a 24 ans lorsqu'elle est arrêtée avec sa mère Erna Tichauer, âgée de 44 ans, dans la rafle du Vel' d'Hiv, du 16-17 juillet 1942,. Elles sont internées au camp de Drancy et déportées au camp d'Auschwitz par le Convoi No. 36, en date du 23 septembre 1942. La mère est gazée dès son arrivée à Auschwitz, sans un adieu à sa fille,.
En janvier 1945, Eva Tichauer fait partie de la marche de la mort vers Ravensbrück, Malchow (Mecklembourg-Poméranie-Occidentale), Leipzig (Saxe), puis vers l'Est, les rives de l'Elbe où les gardes abandonnent les prisonniers devant l'avance des troupes russes. Elle aperçoit le premier soldat russe à l'aube du 23 avril 1945. Libérée par l'Armée rouge, elle est rapatriée par les Américains. Elle retourne à Paris le 18 mai 1945[réf. souhaitée].

### Médecin
Avant d'être déportée, Eva Tichauer avait commencé ses études en médecine en 1937. À son retour de déportation, elle est seule, sans domicile et sans un sou. Elle réussit à terminer ses études de médecine. Elle rejoint l’hygiène scolaire et universitaire, nouvellement créée au sein de l’Éducation nationale, responsable des départements de la Manche, puis de la Gironde.

### Argenteuil
Dans les années 1970, Eva Tichauer s'installe à Argenteuil. Elle y termine sa carrière à la tête du bureau d’hygiène, après avoir vécu à Nanterre.
Elle est inspecteur en chef honoraire de la Santé,,.

### Politique
Eva Tichauer est membre du Parti communiste depuis la Libération. Elle quitte le parti en 1995.

### Famille
Eva Tichauer adopte deux enfants. À la retraite, pour être proche d'eux, elle retourne définitivement vivre à Argenteuil, après avoir vécu un temps à Marseille.

### Mort
Eva Tichauer meurt le 15 décembre 2018 à Argenteuil (Val-d'Oise).

## Œuvre
- Eva Tichauer. J'étais le numéro 20832 à Auschwitz. L'Harmattan. 1992.  (ISBN 2738401767)[4]
- Eva Tichauer. Grâce à mes yeux bleus, j'ai survécu. Les impliqués, 2017.  (ISBN 2140039432),  (ISBN 9782140039430)[15]